# Sargocentron suborbitalis
El candil sol o pez sol rojo es la especie Sargocentron suborbitalis, un pez marino de la familia holocéntridos, distribuida por la costa oeste del océano Pacífico desde el Golfo de California hasta Ecuador, incluyendo las islas Galápagos.

## Anatomía
Tienen una longitud máxima de unos 15 cm aunque se ha descrito una captura de 25,4 cm. Cuerpo alto y algo comprimido lateralmente; el pedúnculo de la aleta caudal es estrecho; ojos grandes; aletas pélvicas con una espina y 7 radios blandos; preopérculo dientes pequeños y una espina grande y puntiaguda en el ángulo; el color del cuerpo es rosa-violeta, color bronce en el lomo.

## Hábitat y biología
Vive en aguas tropicales de poca profundidad, donde los adultos se esconden en pequeñas cuevas o en las grietas y fisuras de las rocas durante el día; por la noche, se alimentan de pequeños crustáceos en la zona intermareal, a menos de 3 m de profundidad. En la reproducción es una especie ovípara, con larvas planctónicas.

## Importancia para el hombre
Se pesca y aparecen sólo de vez en cuando en los mercados, donde se vende fresco.